# UCI America Tour 2015
Die UCI America Tour 2015 ist die elfte Austragung des zur Saison 2005 vom Weltradsportverband UCI eingeführten amerikanischen Straßenradsport-Kalenders unterhalb der UCI WorldTour, der zu den UCI Continental Circuits gehört. Die Saison beginnt am 1. Januar 2015 und endet am 31. Dezember 2015.
Die Eintagesrennen und Etappenrennen der UCI Africa Tour sind in drei Kategorien (HC, 1 und 2) eingeteilt. Bei jedem Rennen werden Punkte für eine Gesamtwertung der Fahrer, Mannschaften und Nationen vergeben. An dieser Mannschaftswertung nehmen die Professional Continental Teams und die Continental Teams teil. An der Nationenwertung nehmen nur die Nationen des Kontinents teil, gezählt werden aber die Ergebnisse aller Circuits. An den einzelnen Rennen können auch UCI WorldTeams teilnehmen, die von Fahrern der WorldTeams erzielten Platzierungen bleiben aber für die Rankings außer Betracht.

Zu den Regeln der einzelnen Ranglisten: 

## Januar
| Datum   | Rennen            | Kat. | Sieger      | Team                                    |
| ------- | ----------------- | ---- | ----------- | --------------------------------------- |
| 9.–18.  | Vuelta al Táchira | 2.2  | José Rujano | Gobernación de Merida                   |
| 19.–25. | Tour de San Luis  | 2.1  | Daniel Díaz | Funvic Brasilinvest-São José dos Campos |

## Februar
| Datum  | Rennen                                             | Kat. | Sieger         | Team                       |
| ------ | -------------------------------------------------- | ---- | -------------- | -------------------------- |
| 22.–1. | Vuelta Independencia Nacional República Dominicana | 2.2  | Robigzon Oyola | EPM-UNE-Área Metropolitana |

## März
| Datum  | Rennen                      | Kat. | Sieger         | Team  |
| ------ | --------------------------- | ---- | -------------- | ----- |
| 3.–8.  | Vuelta Mexico               | 2.2  | abgesagt       |       |
| 27.–5. | Vuelta Ciclista del Uruguay | 2.2  | Carlos Oyarzun | Chile |

## April
| Datum   | Rennen                                              | Kat. | Sieger             | Team                |
| ------- | --------------------------------------------------- | ---- | ------------------ | ------------------- |
| 8.–12.  | Volta Ciclística Internacional do Rio Grande do Sul | 2.2  | Byron Guamá        | Ecuador             |
| 23.–26. | Joe Martin Stage Race                               | 2.2  | Grégory Brenes     | Jamis-Hagens Berman |
| 28.–3.  | Vuelta Mexico                                       | 2.2  | Francisco Colorado | Canel’s Specialized |
| 29.–3.  | Tour of the Gila                                    | 2.2  | Rob Britton        | Team SmartStop      |

## Mai
| Datum   | Rennen                                           | Kat. | Sieger            | Team                                  |
| ------- | ------------------------------------------------ | ---- | ----------------- | ------------------------------------- |
| 7.      | Panamerikameisterschaft – Einzelzeitfahren       | 2.2  | Carlos Oyarzun    | Chile                                 |
| 7.      | Panamerikameisterschaft – Einzelzeitfahren (U23) | 2.2  | Ignacio Prado     | Mexiko                                |
| 9.      | Panamerikameisterschaft – Straßenrennen (U23)    | 2.2  | Jhonatan Restrepo | Kolumbien                             |
| 10.     | Panamerikameisterschaft – Straßenrennen          | 2.2  | Byron Guamá       | Ecuador                               |
| 10.–17. | Kalifornien-Rundfahrt                            | 2.HC | Peter Sagan       | Tinkoff-Saxo                          |
| 16.     | Copa Federación Venezolana de Ciclismo           | 1.2  | Honorio Machado   | Gobierno Bolivariano de Nueva Esparta |
| 17.     | Clásico FVCiclismo Corre Por la VIDA             | 1.2  | Miguel Ubeto      | Gobierno Bolivariano de Nueva Esparta |
| 27.–31. | Volta Ciclística Internacional do Paraná         | 2.2  | Rodrigo Araújo    | Green Piracicaba                      |
| 28.–31. | Grand Prix Cycliste de Saguenay                  | 2.2  | Matteo Dal-Cin    | Silber Pro Cycling Team               |
| 31.     | Winston-Salem Cycling Classic                    | 1.2  | Toms Skujiņš      | Hincapie Racing Team                  |

## Juni
| Datum   | Rennen                 | Kat. | Sieger         | Team                   |
| ------- | ---------------------- | ---- | -------------- | ---------------------- |
| 7.      | Philly Cycling Classic | 1.2  | Carlos Barbero | Caja Rural-Seguros RGA |
| 10.–14. | Tour de Beauce         | 2.2  | Pello Bilbao   | Caja Rural-Seguros RGA |
| 12.–21. | Vuelta a Venezuela     | 2.2  | José Alarcon   | Lotéria del Tachira    |

## Juli
| Datum | Rennen                       | Kat. | Sieger     | Team                           |
| ----- | ---------------------------- | ---- | ---------- | ------------------------------ |
| 12.   | White Spot / Delta Road Race | 1.2  | Eric Young | Optum-Kelly Benefit Strategies |

## August
| Datum   | Rennen                               | Kat. | Sieger            | Team                            |
| ------- | ------------------------------------ | ---- | ----------------- | ------------------------------- |
| 2.–15.  | Vuelta a Colombia                    | 2.2  | Oscar Sevilla     | EPM-UNE-Área Metropolitana      |
| 3.–8.   | Tour of Utah                         | 2.HC | Joe Dombrowski    | Team Cannondale-Garmin          |
| 16.     | International Road Cycling Challenge | 1.2  | Alexis Vuillermoz | Frankreich (Nationalmannschaft) |
| 17.–23. | USA Pro Challenge                    | 2.HC | Rohan Dennis      | BMC Racing Team                 |
| 25.–30. | Tour do Rio                          | 2.2  | Gustavo César     | OFM-Quinta da Lixa              |

## September
| Datum | Rennen               | Kat. | Sieger            | Team                              |
| ----- | -------------------- | ---- | ----------------- | --------------------------------- |
| 2.–7. | Tour of Alberta      | 2.1  | Bauke Mollema     | Trek Factory Racing               |
| 12.   | Bucks County Classic | 1.2  | Daniel Summerhill | UnitedHealthcare Pro Cycling Team |

## Oktober
| Datum  | Rennen                 | Kat. | Sieger           | Team         |
| ------ | ---------------------- | ---- | ---------------- | ------------ |
| 4.     | Tobago Cycling Classic | 1.2  | Adderlyn Cruz    | Inteja-MMR   |
| 26.–1. | Vuelta a Guatemala     | 2.2  | Román Villalobos | Nestlé-Giant |

## November
| Datum | Rennen                   | Kat. | Sieger           | Team                                    |
| ----- | ------------------------ | ---- | ---------------- | --------------------------------------- |
| 15.   | Copa América de Ciclismo | 1.2  | Carlos Manarelli | Funvic Brasilinvest-São José dos Campos |

## Dezember
| Datum   | Rennen              | Kat. | Sieger            | Team                                       |
| ------- | ------------------- | ---- | ----------------- | ------------------------------------------ |
| 14.–25. | Vuelta a Costa Rica | 2.2  | Juan Carlos Rojas | Frijoles Los Tierniticos-Arroz Halcón-Roes |

## Gesamtwertung
(Endstand: 31. Dezember 2015)
| Platz | Fahrer        |             | Team | Punkte |
| ----- | ------------- | ----------- | ---- | ------ |
| 1.    | Toms Skujiņš  | Lettland    | HSD  | 208    |
| 2.    | Byron Guamá   | Ecuador     | ECU  | 198    |
| 3.    | Michael Woods | Kanada      | OPM  | 179    |
| 4.    | Daniel Díaz   | Argentinien | FUN  | 158    |
| 5.    | Óscar Sevilla | Spanien     | EPM  | 136    |

| Platz | Team                           |                    | Punkte |
| ----- | ------------------------------ | ------------------ | ------ |
| 1.    | Optum-Kelly Benefit Strategies | Vereinigte Staaten | 494    |
| 2.    | Funic Brasilinvest             | Brasilien          | 481    |
| 3.    | Hincapie Racing Team           | Vereinigte Staaten | 400    |
| 4.    | UnitedHealthcare               | Vereinigte Staaten | 343    |
| 5.    | EPM-UNE-Área Metropolitana     | Kolumbien          | 332    |

| Platz | Nation             | Punkte |
| ----- | ------------------ | ------ |
| 1.    | Kolumbien          | 890    |
| 2.    | Kanada             | 850    |
| 3.    | Argentinien        | 804    |
| 4.    | Venezuela          | 688    |
| 5.    | Vereinigte Staaten | 687    |

| Platz | Nation (U23)       | Punkte |
| ----- | ------------------ | ------ |
| 1.    | Kolumbien          | 323    |
| 2.    | Chile              | 151    |
| 3.    | Vereinigte Staaten | 121    |
| 4.    | Argentinien        | 111    |
| 5.    | Kanada             | 97     |